# Galdogob
Galdogob (talvolta citata anche come Goldogob, in lingua somala Gal Dhuumood), è una città di circa 40.000 abitanti della regione di Mudugh nella Somalia centrosettentrionale a pochi chilometri di distanza dal confine con l'Etiopia.